# Gornji Poličnik
Gornji Poličnik falu Horvátországban Zára megyében. Közigazgatásilag Poličnikhoz tartozik.

## Fekvése
Zára központjától légvonalban13 km-re, közúton 16 km-re északkeletre, községközpontjától 1 km-re délkeletre, Dalmácia északi részén, Ravni kotar közepén fekszik.

## Története
Poličnik egykori településrésze, melynek lakosságát csak 2011 óta számlálják önállóan. 2011-ben 140 lakosa volt.